# Nanger petersii
Nanger petersii is een zoogdier uit de familie van de holhoornigen (Bovidae). De wetenschappelijke naam van de soort werd voor het eerst geldig gepubliceerd door Albert Günther in 1884.

## Taxonomie
De soort is afgesplitst van de grantgazelle (Nanger granti) op basis van genetische en morfologische verschillen.

## Voorkomen
De soort komt voor in het oosten van Kenia en het zuiden van Somalië.